# Császár Géza
Császár Géza (Muraszemenye, 1943. február 28. – 2021. december 15.) magyar geológus, egyetemi tanár. A Magyar Tudományos Akadémia Földtani Tudományos Bizottság tagja volt. A földtudományok kandidátusa (1983), a Magyar Tudományos Akadémia doktora (1999)

## Életpályája
1961–1966 között az Eötvös Loránd Tudományegyetem Természettudományi Kar hallgatója volt. 1966–1971 között a Magyar Állami Földtani Intézet tudományos munkatársa volt. 1970–1971 között Mongóliában vett részt expedícióban. 1971–1977 között a Központi Földtani Hivatal tudományos titkára volt. 1973–1988 között a Magyar Tudományos Akadémia Földtani Tudományos Bizottság magyar rétegtani albizottságának titkára, 1988-tól elnöke volt. 1978-tól a Magyar Állami Földtani Intézet osztályvezetője, majd projektvezetője és tudományos tanácsadója volt. 1986-tól a Kárpát-Balkán Geológiai Asszociáció (KBGA) rétegtani paleogeográfiai bizottságának elnöke volt. 1988–1993 között egy IGCP projekt társvezetője volt. 1990-től az Eötvös Loránd Tudományegyetem címzetes egyetemi docense volt. 1996–1998 között a Földtani Örökségünk Egyesület alelnöke volt. 1996–2002 között a Magyar Tudományos Akadémia Földtani Tudományos Bizottság titkára, 2005–2011 között elnöke volt. 1997-től a Földtani Közlöny főszerkesztője, az Acta Geologica Hungarica szerkesztőbizottsági tagja volt. 1997–2003 között a Magyarhoni Földtani Társulat főtitkára, 2003-tól társelnöke volt. 1999-ben a Magyar Tudományos Akadémia doktora lett. 1999-től az Eötvös Loránd Tudományegyetem regionális földtani tanszékvezető docense volt. 2000-ben habilitált. 
Kutatási területe a részletes földtani térképezés és térképszerkesztés, a bauxit- és kőszénprognózis, az alapszelvény-vizsgálatok, a rétegtan és a Duna-menti régió nemzetközi környezet-geológiai projektjének irányítása, térképvázlatok kimunkálása.

## Családja
Szülei: Császár János és Nagy Julianna voltak. 1968-ban házasságot kötött Kellencz Máriával. Három gyermekük született: Ajna (1972), Ilma Dóra (1975) és Gábor (1981).

## Díjai
- Koch Antal-emlékérem (1994)
- Széchenyi professzor ösztöndíj (2000-2003)
- MFT-emlékgyűrű (Magyarhoni Földtani Társulat; 2015)